# Giusy Ferreri Tour 2015
Il Giusy Ferreri Tour 2015 è il quinto tour musicale della cantante italiana Giusy Ferreri, che conta una data pre-tour in Slovenia, una data zero in Italia, ed altre date di concerti nelle piazze italiane, oltre ad alcuni live show inseriti all'interno di manifestazioni musicali. La scenografia del tour, nelle date dei concerti è costituita dalla ricostruzione di ingranaggi.

## Origini del tour
Il tour nasce in supporto dell'album L'attesa, pubblicato l'anno precedente successivamente alla sua partecipazione al Festival di Sanremo 2014, ed in generale di tutto il suo repertorio, a distanza di quattro anni di lontananza dalla scena live.
Già durante il 2014, la cantante ha preso parte ad alcune date di tour ed eventi musicali di rilevanza nazionale, quali il Donne InCanto, il Coca Cola Summer Festival, il Radio Bruno Estate ed il Radionorba Battiti Live tour, per promuovere il suo quinto disco (e quarto album completo), esibendosi con i nuovi brani, tra i quali Ti porto a cena con me, La bevanda ha un retrogusto amaro ed Inciso sulla pelle.
Nel 2015 si esibisce dal vivo al fianco di Mario Venuti nella data del "Blue Note" di Milano, il 21 gennaio, durante il suo MVLive Tour.
Il 17 aprile dello stesso anno, si é esibita presso l'Arena del Perla Casinò & Hotel di Nova Gorica, in Slovenia, per la serie di concerti del Gruppo Hit, come concerto pre-tour. Nel concerto, che la stessa cantante ha definito come un preludio del tour, ha riscosso un notevole successo di pubblico, proponendo una scaletta composta dai suoi più grandi successi e dai brani de "L'attesa". Il 5 maggio, la Ferreri annuncia ufficialmente, tramite social network, l'inizio del nuovo tour, con data zero il 14 maggio, presso il Teatro San Domenico di Crema.

## Band
La band del Giusy Ferreri Tour 2015, già presentata durante il concerto in Slovenia, è composta da:
- Edoardo Petrini, al basso
- Andrea Polidori, alla batteria
- Simone D'Eusanio, al violino
- Roberto Giribardi, alla chitarra
- Enrico Brun, alla tastiera

## Scaletta
Durante il tour verranno riproposti dal vivo i brani del disco e i suoi più grandi successi, ai quali si aggiunge il singolo estivo cantato in collaborazione con la rapper Baby K.
Scaletta concerto data pre-tour, Slovenia:
1. Non ti scordar mai di me
2. Novembre
3. Piccoli dettagli
4. Stai fermo lì
5. Il mare immenso
6. Inciso sulla pelle
7. Nessuno come te mi sa svegliare
8. L'amore possiede il bene
9. Ti porto a cena con me
10. L'anima
11. Per dare di più
12. Victoria
13. Neve porpora
14. La bevanda ha un retrogusto amaro
15. Lacrime
16. Qualunque vita è straordinaria

Scaletta concerto data zero e altre date dei concerti:
1. Inciso sulla pelle
2. Nessuno come te mi sa svegliare
3. Il mare immenso
4. Respiro
5. Dejavù
6. Piccoli dettagli
7. Noi brave ragazze
8. Victoria
9. Ciao amore ciao
10. Non ti scordar mai di me
11. Ti porto a cena con me
12. Lacrime
13. Novembre
14. Rossi papaveri
15. La bevanda ha un retrogusto amaro
16. Stai fermo lì
17. Ma il cielo è sempre più blu (con presentazione band)
18. Il party
19. La scala (The Ladder)
20. Roma-Bangkok (versione solista)
21. Non ti scordar mai di me (spagnolo)

Scaletta date live show:
1. Roma-Bangkok (dal vivo con Baby K e presentazione del duetto, o versione solista)
2. Il mare immenso
3. Novembre
4. Non ti scordar mai di me
5. Piccoli dettagli
6. Ti porto a cena con me (e conclusione)

A seconda delle date dei concerti e dei live show alcuni pezzi non sono stati eseguiti, o è stato invertito l'ordine delle esecuzioni.

## Date
Il tour comprende 22 appuntamenti live, con una data pre-tour ed una data zero. Il tour più volte ampliato, avrebbe dovuto comprendere un totale di 24 tappe, sebbene cancellate le ultime due date per stato influenzale dell'artista. Delle 22 date, una si é tenuta all'estero (Slovenia), le altre 21 in nove regioni italiane, toccando al nord la Lombardia, l'Emilia-Romagna (due volte), il Veneto ed il Friuli-Venezia Giulia, ed al sud la Sardegna (tre volte), la Puglia (cinque volte), la Campania (quattro volte), la Calabria (tre volte) e la Sicilia. Quasi tutte le date sono state rese gratuite per il pubblico, ed organizzate in 12 concerti e 7 live show all'interno di radio-tour ed eventi e manifestazioni.
- Slovenia: 17 aprile - Nova Gorica, Arena del Casinò Perla - Concerto (data pre-tour)[8]
- Lombardia: 14 maggio - Crema (Cremona), Teatro San Domenico - Concerto (data zero)[8]
- Emilia-Romagna: 3 luglio - Riccione (Rimini), Piazzale Roma - Concerto in occasione della Notte Rosa[9]
- Sardegna: 5 luglio - Samugheo (Oristano), Piazza Sedda - Concerto[10]
- Puglia: 12 luglio - Brindisi, Piazzale Lenio Flacco - Live show all'interno del Radionorba Battiti Live 2015[11]
- Calabria: 18 luglio - Cosenza, Via Lungo Crati Dante Alighieri - Concerto in occasione della manifestazione Lungofiume Boulevard[12]
- Friuli-Venezia Giulia: 25 luglio - Palmanova (Udine), Piazza Grande - Live show all'interno del Festival Show[13]
- Puglia: 26 luglio - Gallipoli (Lecce), Zona portuale - Live show all'interno del Radionorba Battiti Live 2015[14]
- Emilia-Romagna: 27 luglio - Modena, Piazza Grande - Live show all'interno del Radio Bruno Estate 2015[15]
- Veneto: 31 luglio - Marcon (Venezia), Valecenter - Live show all'interno del Festival Show[16]
- Puglia: 1 agosto - Manfredonia (Foggia), Piazza Falcone e Borsellino - Concerto in occasione del Premio Re Manfredi[17]
- Campania: 3 agosto - Agerola (Napoli), Piazzale San Pietro Apostolo - Concerto in occasione della manifestazione Festa del fiordilatte[18]
- Campania: 8 agosto - Cancello ed Arnone (Caserta), Piazzale del Municipio - Concerto[19]
- Puglia: 9 agosto - Bari, Piazza Diaz (Rotonda del Lungomare) - Live show all'interno del Radionorba Battiti Live 2015[14]
- Campania: 16 agosto - Avellino, Corso Vittorio Emanuele - Concerto in occasione della manifestazione Ferragosto avellinese[20]
- Sicilia: 21 agosto - Selinunte di Castelvetrano (Trapani), Parco Archeologico - Concerto[21]
- Calabria: 23 agosto - Roseto Capo Spulico (Cosenza), spiaggia antistante il Castello di Federico II - Live show all'interno dello spettacolo Serenate a Federico II[22]
- Campania: 26 agosto - San Bartolomeo in Galdo (Benevento), Viale Circelli - Concerto[19]
- Sardegna: 29 agosto - Bono (Sassari), Campo Sportivo - Concerto[19]
- Sardegna: 12 settembre - Oschiri (Sassari) Viale Marconi - Concerto[23]
- Puglia: 19 settembre - Copertino (Lecce), Località Gelsi Area Mercatale in occasione della Festa di San Giuseppe da Copertino- Concerto[24]
- Calabria: 26 settembre - Tortora (Cosenza), Campo Sportivo - Concerto[25]

### Date cancellate
Per stato influenzale della cantante sono state cancellate le seguenti tappe:
- Campania: 28 settembre - Tocco Caudio (Benevento), Piazza Municipio - Concerto in occasione della Festa di Santi Cosma e Damiano[26]
- Lazio: 29 settembre - Aprilia (Latina), Piazza Roma - Concerto in occasione del San Michele Festival[27]